# Cyrtocara
Cyrtocara is een monotypisch geslacht van straalvinnige vissen uit de familie van de cichliden (Cichlidae).

## Soort
- Cyrtocara moorii Boulenger, 1902